# Delitti imperfetti
Delitti imperfetti è un romanzo del 1989 dell'autore italiano Gianni Materazzo ed è composto da 16 capitoli. Questo romanzo, insieme ai romanzi Cherchez la femme e Villa Maltraversi, fa parte di una trilogia dal titolo Tre passi nel delitto. Delitti imperfetti ha vinto il premio Alberto Tedeschi 1989.
Da questo romanzo è stato tratto l'omonimo film per la televisione che vede, come protagonisti, Gioele Dix e Dalila Di Lazzaro.

## Personaggi
- Luca Marotta: avvocato
- Angela Cavezzoli: ricca ereditiera
- Toni Muscione: pittore e compagno di Angela Cavezzoli
- Alberta Danovich: psicoanalista
- Arrigo Martello: compagno di Alberta Danovich
- Andrea Negrini: professore universitario e collega di Alberta Danovich
- Nicola Morace: sostituto procuratore della Repubblica e amico di Luca Marotta
- Baldazzini: maresciallo dei Carabinieri
- Alda Bambigiani: colf e segretaria della dottoressa Alberta Danovich

## Trama
Bologna, 3 del mese di dicembre 1988, alle sette di sera. Luca Marotta sente squillare il telefono, è Angela Cavezzoli che lo sta chiamando. Angela è una ex compagna di studi di Luca, donna ricchissima e bellissima. Lei convive con Toni Muscione che di professione fa il pittore. Anche Toni è un amico di Luca. Sono molti anni che Luca ed Angela non si incontrano.
Angela dice di avere un problema, un grande problema ed ha la necessità di parlare a Luca a quattr'occhi. I due si incontrano, e dopo un primo momento dove ricordano i tempi passati, arrivano al motivo della telefonata. Toni è nei guai fino al collo, la sua psicoanalista Alberta Danovich è morta. Angela gli racconta che lei è passata dallo studio della dottoressa Danovich con lo scopo di riportare a casa Toni, dopo la sua regolare seduta psicoanalitica, ma ha trovato il cadavere della dottoressa. Nel frattempo Toni è sparito dalla circolazione, nessuno sa dove possa essersi nascosto. Angela non sapendo che fare, ha chiamato Luca per un consiglio, anche legale, se necessario.
Luca, nonostante l'ora tarda si dirige all'indirizzo dello studio della dottoressa Danovich. Sul posto trova i carabinieri e con una scusa riesce ad entrare superando i due piantoni posti all'ingresso. All'interno trova il cadavere della dottoressa Danovich con un foro di proiettile nel petto. Le indagini su questo omicidio sono nelle mani del sostituto procuratore della Repubblica Nicola Morace, suo amico di università. Morace ed i suoi collaboratori, sono alle prese con i vari rilievi e con gli iniziali interrogatori. Anche Luca incomincia ad effettuare i suoi personalissimi interrogatori.
Dopo l'iniziale esame del luogo dell'omicidio Luca si dirige a casa di Angela per riferirgli quello che ha scoperto. Intanto sia Luca Marotta che Nicola Morace si rendono conto che dalla scena dell'omicidio è sparita una audiocassetta con la registrazione della seduta psicoanalitica di Toni Muscione. Inizialmente viene incolpato l'assassino della sua sparizione, visto che sospettano che ci sia inciso i momenti dell'omicidio. Considerato che l'audiocassetta contiene la registrazione della seduta di Toni Muscione, l'abbinamento Toni Muscione uguale assassino è semplice e diretto.
Secondo Luca Marotta questa conclusione, però, ha alcune lacune, per cui l'abbinamento Toni Muscione uguale assassino della dottoressa Alberta Danovich non lo convince fino in fondo. Luca, grazie ad un colpo di fortuna, riesce a trovare l'audiocassetta della seduta psicoanalitica nascosta in mezzo a decine di altre audiocassette musicali. La ascolta e li trova inciso il luogo dove Toni si è nascosto e le prove che lo scagionano dall'omicidio della Danovic.
Luca si mette in contatto con Angela ed insieme si dirigono alla casa dove Toni si è rifugiato. La casa è chiusa, sembra disabitata, Luca riesce ad entrare da una porticina secondaria e li fa una scoperta sconvolgente. Trova il cadavere di Toni, forse si è suicidato. Chiamano Morace e lo fanno venire sul luogo del ritrovamento del corpo di Toni. Marotta, in quell'occasione, dà al sostituto procuratore della Repubblica la casetta che ha trovato a casa della dottoressa Danovic.
Il romanzo prosegue con la scoperta del cadavere dell'Alda Bambigiani uccisa con una coltellata al ventre e con la spiegazione di tutti i retroscena di questi efferati omicidi.

## Citazioni
Nel libro ci sono molte citazioni, sia a personaggi famosi sia a marchi e prodotti commerciali anch'essi molto famosi. Tra i personaggi Alberto Sordi, Elvis Presley, Cassius Clay, Mao Tse-tung, Greta Garbo, Gino Paoli, Lucio Dalla, Luciano Pavarotti, ecc.
Nel capitolo 12 c'è una frase ("Er pasticciaccio brutto de via Merulana") che è un'ovvia citazione del romanzo Quer pasticciaccio brutto de via Merulana di Carlo Emilio Gadda.

## Edizioni
- Gianni Materazzo, Delitti imperfetti, Arnoldo Mondadori Editore, 1989,  p. 174.